# 丙胺卡因
丙胺卡因（/ˈpraɪləˌkeɪn/），分子式C13H20N2O，是一种酰胺类局部麻醉药，商品名有Citanest等。
它可以2-甲基苯胺、2-氯丙酰氯和丙胺为原料反应得到。